# Tarahumara
Tarahumara (Rarámuri) je pleme iz skupine Taracahitian, porodica Juto-Asteci, nastanjeno u planinama Sierra Madre u sjeverozapadnom Meksiku, većina u državi Chihuahua, na površini što iznosi oko 5,000 četvornih milja. Jezično su srodni skupinama Ópata i Cahita.

## Ime
Tarahumare sami sebe nazivaju Raramuri ('foot runners').

## Kultura
Tarahumare su agrikulturan narod, uzgajivači triju glavnih domorodačkih kultura: kukuruza, graha i tikve .Tehnika kojom se služe poznata je kao 'posijeci-i-spali (slash-and-burn). Ostalo bilje što ga uzgajaju ili sakupljaju nije toliko značajno kao kukuruz. Od domaćih životinja Tarahumare danas imaju goveda, ovce i koze, ali njihovo meso ne jedu, već si ga priskrbljuju lovom, odnosno ponekad ribolovom. 
Domaćinstvo čini nuklearna (jezgrovna) obitelj koja može biti i poligamna. Ona su rasipana, a dvije do 5 ovakvih rasipanih domaćinstava čine jedan 'rancho', dok se 'pueblo' sastoji od ranchosa koji se prostiru u radijusu od 15 milja, i glavna je teritorijalna jedinica. Svaki tarahumara-pueblo danas ima crkvu, sudnicu i zatvor. Pueblo zastupaju izabrani službenici, od kojih su najvažniji 'gobernador' i 'mayor'.
Odjeća muškaraca se sastoji od košulja (napatza), sandala (huaraches; u njihovom jeziku akaka), i trake oko glave, poznate kao koyera. Žene nose na sebi široke bluze i haljine (siputza) sa širokim opasačima "pukera", te često glavu pokrivaju šalovima (maramama; koje nazivaju gimira).

## Tarahumara – Indijanci lakih nogu
U sjevernom Meksiku, u okružju prekrasne, ali surove, prirode kanjona Sierra Madre u državi Chihuahua, u gotovo potpunoj izolaciji od svega što ima značaj Zapadne civilizacije, živi jedina ljudska zajednica na svijetu čija se povijest, kultura, religija, rituali i svakodnevni život temelji na – trčanju. Tom su indijanskom plemenu, koje etnolozi uvrštavaju među najčišća indijanska plemena na svijetu (zahvaljujući izolaciji bili su pošteđeni miješanja s bijelim doseljenicima), španjolski misionari nadjenuli ime Tarahumara, no 50-ak tisuća predstavnika, koji danas trče nepreglednim meksičkim prostranstvima, sebe naziva Raramuri, što znači «light of foot» (laganih nogu). 
Živeći u malim selima, međusobno udaljenim i po nekoliko sati trčanja, razasutim po okrutnom, strmom kanjonskom krajoliku, na preko 3,000 metara nadmorske visine, Tarahumare su cijelu svoju povijest provele trčeći – bilo u funkciji lova, trgovine sa susjednim selom ili prenošenja poruka. Naime, kruži legenda da su Tarahumare, kao glasnici, odigrali presudnu ulogu u Meksičkoj revoluciji 1910., pretrčavši i po 200 kilometara na dan. Trčanje je za ove Indijance stil života, njihova je izdržljivost nenadmašiva, a pri tom ih nimalo ne smeta što im je odjeća i obuća krajnje nesportska (pretrče i po 100 kilometara dnevno u akaka-sandalama). Kako ih je prirodna izolacija zaštitila i od zapadnjačkih oblika zabave, kod Tarahumara su i danas najvažniji socijalni, natjecateljski, ali i ritualni događaj rarajipari trke, koje se održavaju nekoliko puta godišnje i najčešće su vezane uz smjenu godišnjih doba. Ove se trke, koje znaju trajati i po nekoliko dana, održavaju već stoljećima bez i najmanje promjene u pravilima. Uvijek se radi o nadmetanju između dva susjedna sela. 
Pripreme počinju već tjednima prije starta. Seoske starješine izabiru najbolje trkače u selu i formiraju tim od desetak natjecatelja. Šamani pripremaju specijalne napitke, za koje se vjeruje da trkačima daju snagu i štite ih od zle sreće, te bacaju uroke na rivale. Start trke je u predvečerje u jednom od sela, a na cilj, u drugo selo, stiže se nekoliko dana i nekoliko stotina kilometara kasnije (naravno, nema ni govora o pauzi za spavanje). Protivničke momčadi trče paralelno, jedna uz drugu, «šutirajući» jedni drugima drvenu kuglu veličine teniske lopte. U cilj moraju ući svi članovi ekipe i kugla. Nema veće sramote nego izgubiti kuglu u rarajipari trci pa tako natjecatelji često riskiraju ugrize škorpiona i zmija, zavlačeći se po noći u grmlje u potrazi za odlutalom drvenom loptom. Bijelci ostaju zapanjeni pred lakoćom kojom, nakon 24 sata trčanja, Tarahumare drže ritam, nimalo ne usporavajući zbog loptanja. Za to se vrijeme na startu i cilju održava višednevna fešta uz silne litre piva od kukuruza (omiljenog lokalnog pića zvanog tesguino) i obavezno klađenje. 
No, bez obzira na ovaj natjecateljski segment, ekspertima svjetskog dugoprugaškog trčanja još uvijek nije sasvim jasno u čemu je tajna ovih natprirodno izdržljivih ultramaratonaca, koji u 21. stoljeću još uvijek, većinom, žive u spiljama i zemunicama, a nadmašuju sposobnosti trkača treniranih po vrhunskim programima. Dio odgovora se krije i u prehrani. Naime, Tarahumare su prisiljeni jesti ono što se na surovim, strmim obroncima kanjona može uzgojiti. Tako se njihova prehrana temelji na kukuruzu, grahu, tortiljama od kukuruznog brašna, voću i povrću (silni ugljikohidrati!). Meso jedu samo u iznimnim prilikama, a jedini izvor mliječnih proizvoda su im koze (danas nutricionisti inzistiraju upravo na kozjem mlijeku kao jednom od najvrednijih izvora bjelančevina). Na svojim ultramaratonskim trkama oni jedu samo mljeveni kukuruz u vodi (nešto slično žgancima). Nema tu sportskih napitaka, gelova i energetskih barova, pa čak ni vode, zbog visokog stupnja zagađenosti. Samo litre piva, koje piju čak i za vrijeme trke.
Prvi iskorak Tarahumara indijanaca iz svoje stoljetne izolacije dogodio se 1992. godine, kada je jedna neobična skupina trkača u sandalama sa startnim brojevima na narodnim nošnjama startala u Coloradu na Leadville Trail trci na 100 milja. Ne shvativši u potpunosti cilj ovakvog natjecanja, cijela je grupa odustala već na 35. milji, no sljedeće se godine trojica vraćaju u Colorado i osvajaju prvo, drugo i peto mjesto. Zapanjuje podatak da je pobjednik, Victoriano Churro, tada imao 55 godina što je, s obzirom na prosječni životni vijek Tarahumara između 45 i 50 godina, duboka starost. 1994. godine najbolji trkači u plemenu nastupaju, sad već svjesni svoje moći na ultramaratonskim događanjima Zapadnjaka, na 65 kilometara dugoj stazi Swiss Alpine Marathona u Davosu. Startavši, kao nepoznati trkači bez rezultata s prijašnjih trka, na samom začelju mase od 2500 trkača, oni šokiraju organizatore završivši utrku među prvih pedeset.
Na žalost, destruktivna sila moderne civilizacije danas već ozbiljno ugrožava trkački raj Tarahumara. U zadnjih je pedesetak godina sve intenzivnije krčenje šuma na obroncima Sierra Madre dovelo do erozija i tako uništilo ono malo poljoprivredno iskoristivih površina, čime je opstanak ovog jedinstvenog plemena doveden u pitanje. U novije je vrijeme to područje postalo problematično i zbog trgovine drogom. Naime, «civilizirani» čovjek je našao način da iskoristi najbolje ultramaratonce na svijetu kao jeftinu radnu snagu. Stoga, ako na Internet-tražilici upišete pojam Tarahumara, najvjerojatnije ćete naletjeti na niz stranica koje pozivaju trkače da pomognu u sakupljanju priloga i tako omoguće ovoj neobičnoj zajednici da i dalje živi svojim tradicionalnim - trkačkim stilom života.

## Istraživači
Pokrajinu i narod Tarahumara je istraživao hrvatski isusovački misionar Ivan Ratkaj (1647. – 1683.). U svojim trima izvješćima o radu je opisao prirodoslovne osobine pokrajine, kao i običaje i način života naroda Tarahumara. Ratkajev je opis najstariji koji opisiva ovu pokrajinu i narod. 

Ratkaj je djelovao među Tarahumarama tri godine, a jer je govorio protiv pijančevanja, poganske raspuštenosti i nemoralnog ponašanja te su ga, zbog toga otrovali indijanski poglavice 1684. godine.